# Rudolf Gyger
Rudolf Gyger (ur. 16 kwietnia 1920, zm. w 1996 roku) – szwajcarski piłkarz występujący na pozycji obrońcy. Uczestnik Mistrzostw Świata 1950.